# W38 (ядерна боєголовка)
W38 — американська термоядерна боєголовка, яка використовувалася на початку-середині 1960-х років як боєголовка для міжконтинентальних балістичних ракет Atlas E і F і LGM HGM-25 Titan I. Вперше була побудована в 1961 році і була в експлуатації з 1961 по 1965 рік. 70 було розгорнуто на ракетах Titan I і 110 на ракетах Atlas. Використовувала спускову машину Avco Mark 4.
W38 мала 81 см у діаметрі та 2 м довжини. Важила 1,397 кг і проектну потужність 3,75 мегатонни з повітряним вибухом або контактним підривником.
W38 була першою термоядерною боєголовкою МБР, розробленою UCRL (Радіаційна лабораторія Каліфорнійського університету), яка зараз відома як Ліверморська національна лабораторія імені Лоуренса.
W38 була замінена сімейством ракет Titan II з боєголовкою W53 і корисним навантаженням 9 мегатонн.